# TOI-175
TOI-175とは、太陽質量の3分の1の質量をもつスペクトル分類がM型の恒星である。

## 概要
| 太陽 | TOI-175   |
| ---- | --------- |
| 太陽 | Exoplanet |

ルイテン98-59やTIC 307210830としても知られており、周囲を少なくとも5つの太陽系外惑星が公転していることが知られている。とびうお座の方向に地球から約34.5光年離れた位置に存在する。質量は太陽の約0.32倍、半径は太陽の約0.29倍である。

## 惑星系
| 名称 （恒星に近い順） | 質量                | 軌道長半径 （天文単位）  | 公転周期 (日)                     | 軌道離心率         | 軌道傾斜角           | 半径                  |
| --------------------- | ------------------- | ------------------------ | --------------------------------- | ------------------ | -------------------- | --------------------- |
| .06 (候補)            | ≥0.58±0.12 M⊕       | 0.01878+0.00041 −0.00044 | 1.73615+0.00074 −0.00076          | 0.027+0.040 −0.020 | —                    | —                     |
| b                     | 0.32±0.12 M⊕        | 0.02234+0.00049 −0.00052 | 2.25311419+0.00000017 −0.00000018 | 0.015+0.018 −0.012 | 87.71+1.16 −0.44°    | 0.884±0.025 R⊕        |
| c                     | 2.22+0.17 −0.16 M⊕  | 0.03104+0.00069 −0.00072 | 3.69067404+0.00000040 −0.00000039 | 0.020+0.024 −0.015 | 88.11+0.36 −0.16°    | 1.358±0.040 R⊕        |
| d                     | 1.87±0.19 M⊕        | 0.0496+0.0011 −0.0012    | 7.450731±0.000015                 | 0.013+0.016 −0.010 | 88.449+0.058 −0.111° | 1.576+0.049 −0.048 R⊕ |
| e                     | ≥2.92±0.26 M⊕       | 0.0712±0.0016            | 12.813±0.017                      | 0.039+0.059 −0.030 | —                    | —                     |
| f                     | ≥2.97+0.46 −0.48 M⊕ | 0.1053±0.0024            | 23.069+0.081 −0.082               | 0.073+0.078 −0.055 | —                    | —                     |

### b・c・dの発見

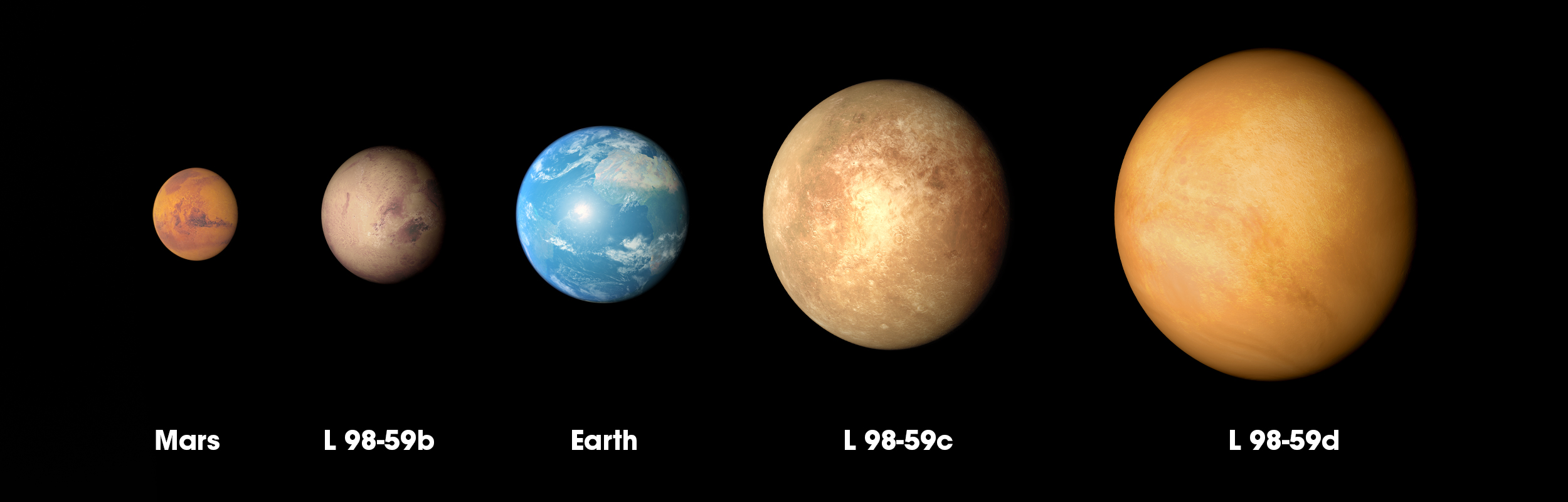
TOI-175（ここではL（ルイテン） 98-59として表されている）系の3つの惑星と火星、地球との大きさの比較。

2019年、TESSによるトランジット法を用いた観測で、「TOI-175.01」「TOI-175.02」「TOI-175.03」の3つの候補が存在する可能性が示された。その後、それらの惑星候補の誤検出の可能性は排除された。
地上からも含めたフォローアップ観測が行われ、これらの惑星候補は確認された。b、c、dと命名された3つの惑星はVeselin KostovらがTESSの観測結果を分析して発見した惑星で、2019年3月19日、TOI-175の周囲を公転している3つの惑星の発見を示す論文がarXivに投稿された。これらの惑星は全てハビタブルゾーンの内側に位置している。「Venus zone」と呼ばれている領域を公転しており、暴走温室効果の影響で金星と似た環境となっている可能性があると言及され。TOI-175系の観測で、金星と地球の環境の違いを解明できる可能性があるとされている。
3つの惑星の中で一番主星の近くを公転している TOI-175 b は地球半径の約80%で、公転周期は約2.25日である。主星に非常に近いため、地球が太陽から受けるエネルギーの約22倍のエネルギーを受けている。bは以前までTESSによる観測で発見されていた最小の惑星より約10%小さく、当時TESSで発見されていた惑星で一番小さな惑星となっていた。TOI-175 c の公転周期は3.7日で、地球の約11倍の放射エネルギーを受けている。3つの惑星の中で一番外側を公転している TOI-175 d の公転周期は7.5日で、地球の約4倍の放射エネルギーを受けている。cとdは2:1の軌道共鳴の関係に近い。また、cとdの間に動的に安定した軌道を持つとされる惑星が存在する可能性がある。もし存在する場合、この惑星はトランジットを起こさず、他の3つの惑星と5:8:12:16の軌道共鳴の関係になるとされる。なお、この惑星は軌道離心率が小さい場合のみ潜在的に存在が可能である。

### e・候補fの発見

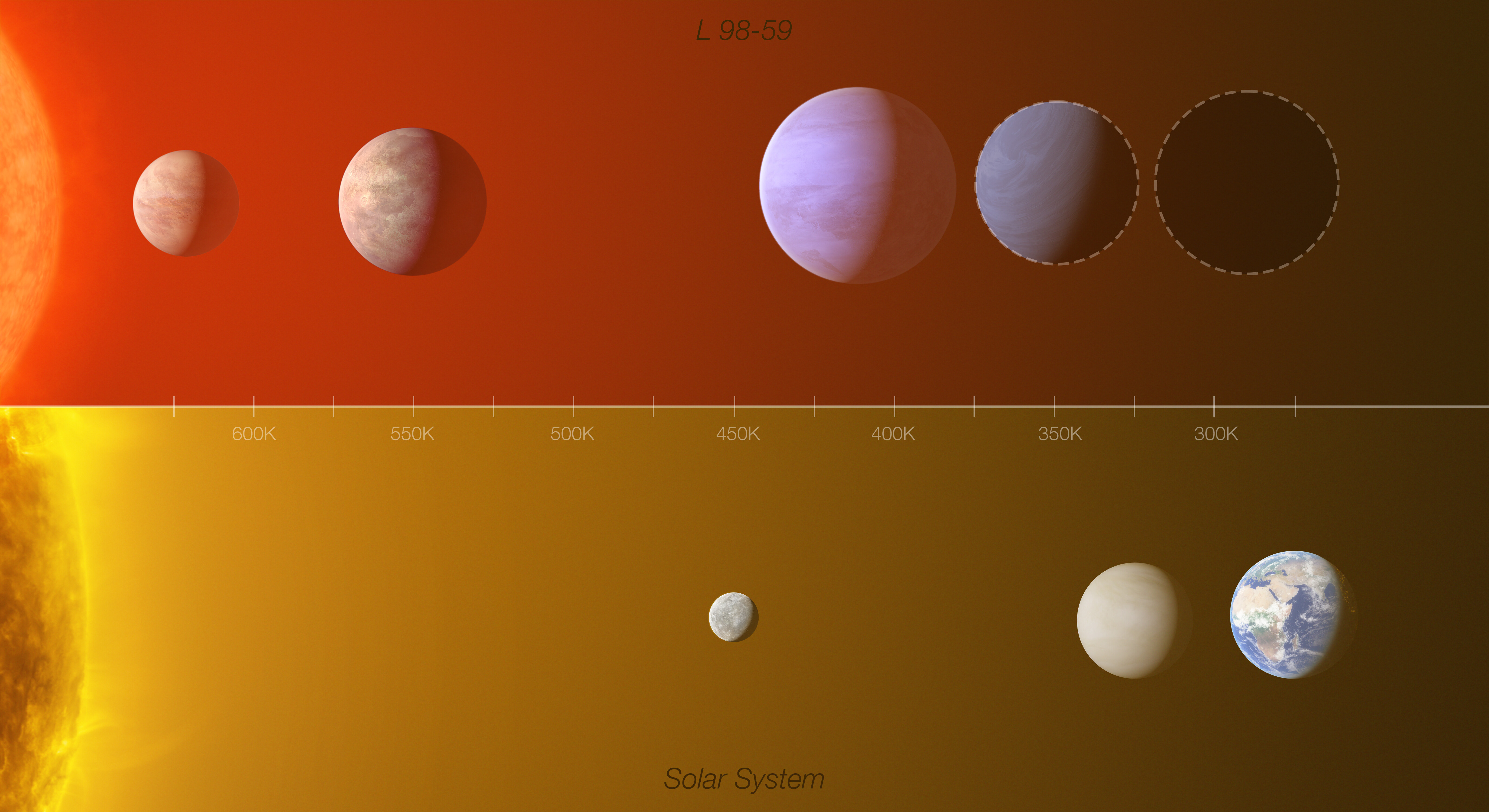
TOI-175（ルイテン98-59）系と太陽系の惑星の比較

2021年7月、ヨーロッパ南天天文台の超大型望遠鏡VLTによるドップラー分光法を用いた観測で、4つ目の惑星 TOI-175 e が発見された。また、惑星候補（TOI-175 f）が存在する可能性も示された。公転周期はTOI-175 eが12.796日、TOI-175 fが23.15日である。TOI-175 fはハビタブルゾーンに位置する地球型惑星である可能性がある。また、VLTの観測で既に発見されていた3つの惑星の大気に水が含まれている可能性があることが判明した。特にTOI-175 dは質量の最大30%を水が占めている可能性があり、その場合は海洋惑星となっているとされる。なお、eとfはトランジットを起こさない惑星である。
これら5つの惑星は全て地球型惑星である。なお、TOI-175 bはTESSによって発見された中で最小の惑星である。なお、既に運用が終了したケプラー宇宙望遠鏡によって発見されたものも含めると、最小の系外惑星は月の120%の大きさのケプラー37bである。また、e・fが発見された時点でスペクトル分類がM型の惑星の周囲で少なくとも2つの惑星の質量と半径が測定された惑星系はTOI-175系を含め7個だけである。他の6個は、TRAPPIST-1系、TOI-732系、TOI-1266系、LHS 1140系、K2-146系、ケプラー138系である。TOI-175系はこれら7個の惑星系の中で恒星が最も明るく、距離も最も近い。

### fの確認・候補.06の発見
2025年7月、フォローアップ観測により TOI-175 f の存在が確認され、更に、公転周期が約1.7日の惑星候補（TOI-175.06）が存在する可能性が示された。TOI-175.06の最小質量は地球の0.57倍であり、既知の最も密度が高い惑星の1つであるK2-38bと同じ密度であると仮定した場合、TOI-175.06の半径は地球の0.66倍となる。TOI-175.06はこの時点では確認されておらず、これが実際に存在する惑星か否かを判断するためには更なる観測が必要である。また、TOI-175.06のトランジットは確認されていない。

### 将来の観測
TOI-175は明るく、地球から近い位置に存在するため、ハッブル宇宙望遠鏡やジェイムズ・ウェッブ宇宙望遠鏡によるフォローアップ観測のターゲットになる可能性があり、期待されている惑星系である。また、何回かのトランジットを観測することにより、3つのそれぞれの惑星の大気に含まれる物質を調査することが可能である。水やメタン、二酸化炭素などが検出できる可能性がある。